# Муніципальний Стадіон (Хартум)
«Муніципальний Стадіон» — багатофункціональний стадіон у столиці Судану Хартумі, який зараз переважно використовується для футбольних змагань. Вміщує 23000 людей.

## Кубок африканських націй 1957
Приймав матчі фінальної частини першого Кубку африканських націй в 1957 році:
| Дата           |        | Результат |         | Глядачів | Стадія   |
| -------------- | ------ | --------- | ------- | -------- | -------- |
| 10 лютого 1957 | Судан  | 1-2       | Єгипет  | 30000    | Півфінал |
| 16 лютого 1957 | Єгипет | 4-0       | Ефіопія | 30000    | Фінал    |